# Mark Coyne
Mark Coyne (n. 19 de noviembre de 1962) es un músico estadounidense y uno de los miembros fundadores de la banda de rock The Flaming Lips. Coyne cofundó la banda con su hermano Wayne en Norman, Oklahoma en 1983. La formación original de la banda constaba de Mark como vocalista, Wayne como guitarrista y Michael Ivins como bajista. Mark abandonó la banda en 1985 (poco después de su Ep debut homónimo The Flaming Lips) poco antes de su boda. Tras la marcha de Mark, Wayne asumió el papel de cantante principal y compositor, convirtiéndose en "uno de los motivos del éxito de la banda".
Algunas de las demos de 1985 con Mark como vocalista aparecen en el álbum recopilatorio Finally the Punk Rockers Are Taking Acid compilation.